# Ariste Jacques Trouvé-Chauvel
Pour les articles homonymes, voir Ariste et Chauvel.
Ariste Jacques Trouvé-Chauvel, né le 8 novembre 1805 (17 brumaire an XIV) à La Suze-sur-Sarthe et mort le 14 octobre 1883 à Paris, est un homme politique français.

## Biographie
Il est le fils de René Trouvé, marchand tanneur, et d'Anne Dorizon. Après de brillantes études qui le conduisent de la Suze au Mans, puis à Rennes et Angers, il est diplômé de l'École Spéciale de Commerce de Paris et s'initie aux affaires dans plusieurs firmes du Havre, puis en Angleterre et en Écosse. Il installe au Mans en 1831 un commerce de draps, d'étoffes et de mousseline rue Royale (maintenant rue des Minimes). 
Il se marie le 3 avril 1834 au Mans avec Justine Louise Chauvel, dont il ajoutera le patronyme au sien. C'est à l'époque de son mariage qu'il se lance à plein dans une double carrière d'homme d'affaires et d'homme public : 
- dès 1834, il se lance en politique ;
- en 1838, il crée la Banque Commerciale, Industrielle et Agricole de la Sarthe, dont il devient le directeur ;
- en 1842, il finance la Mutuelle Mobilière contre l'incendie. ;
- en 1847, il crée la compagnie de Navigation Fluviale de l'Ouest ;
- il dirige le Courrier de la Sarthe, publication républicaine, dont le rédacteur en chef est son ami, le journaliste et érudit Jean-Barthélemy Hauréau ;

Il est d'abord membre du Conseil municipal du Mans en 1834. Réélu en 1839, il entre au Conseil général la même année, et devient maire du Mans le 19 mars 1840. Il n'est maire que depuis trois ans, lorsque le 12 août 1843, il doit à ce titre haranguer le duc de Nemours, fils du roi Louis-Philippe Ier de passage au Mans. Abandonnant la phraséologie ordinaire des félicitations officielles, il fait entendre un mâle et patriotique langage, évoquant "les devoirs des princes envers les peuples et les garanties qu'il leur faut accorder pour l'exercice des libertés". L'effet de ce discours est tel que le gouvernement irrité prononce sa révocation. Quinze jours plus tard, malgré une réélection triomphale, l'autorité s'oppose à son investiture, et c'est en qualité de maire-adjoint qu'il conserve la direction de la ville du Mans. 
La Deuxième République, amenée par la révolution de 1848, fait connaître à Trouvé-Chauvel son apogée, et aussi son déclin. La Révolution de février lui permet de retrouver son poste de maire, et de devenir Commissaire général de la République pour la Sarthe, puis pour le Maine-et-Loire et la Mayenne. En avril, lors des élections de l'Assemblée nationale, il est élu député, tête de liste de la Sarthe. Il vote à l'Assemblée avec les membres du parti républicain modéré, et, après la journée du 15 mai 1848, il succède à Caussidière comme Préfet de Police de Paris, où il s'attache à employer le moins possible de fonds secrets. Le 15 juillet il est remplacé par Ducoux pour devenir Préfet de la Seine, et, le 25 octobre, il est nommé ministre des Finances du gouvernement Cavaignac. Il le restera jusqu'au 20 décembre 1848. Daumier le caricature ployant sous un sac vide, apostrophé par « et le trésor de la France l'avez vous Trouvé Chauvel ! »
Le 21 octobre 1848, il obtient que le tracé définitif de la voie ferrée Paris-Rennes passe par Le Mans, alors en concurrence avec Alençon. 
Opposé à Louis-Napoléon Bonaparte, élu le 10 décembre 1848 à la présidence de la République, il est emporté par la vague bonapartiste. Battu aux élections, il se replie à La Suze où il dirige la tannerie familiale. À l'annonce du Coup d'État du 2 décembre 1851, croyant à une opposition durable à Paris, il soulève et arme ses deux cents tanneurs. Mais l'affaire tourne court et il est contraint à l'exil. Il échappe à l'arrestation et est condamné par contumace à la déportation en Algérie. Ses compagnons d'infortunes — Philippe Faure, Sylvain Fameau, Édouard Prudhomme de La Boussinière, Félix Milliet, etc. — le sont aussi.
Ariste Jacques Trouvé-Chauvel se réfugie à Jersey, à Londres, puis à Bruxelles en 1852, durant lequel il rencontre à plusieurs reprises Victor Hugo. C'est lui qui entamera les négociations avec des éditeurs londoniens pour la publication du livre "le 2 décembre" de ce dernier[pas clair]. Il gagne Constantinople où il crée une maison de banque et de commerce à son nom, puis propose en 1853 au gouvernement ottoman de fonder une banque centrale ; son projet, non retenu, servira néanmoins de base à la création de la première Banque ottomane trois ans plus tard. 
Rentré à Paris, il meurt dans l'oubli.

## Hommage
Le collège de la Suze-sur-Sarthe porte son nom.

## Sources
- « Ariste Jacques Trouvé-Chauvel », dans Pierre Larousse, Grand dictionnaire universel du XIXe siècle, Paris, Administration du grand dictionnaire universel, 15 vol., 1863-1890 [détail des éditions].
- « Ariste Jacques Trouvé-Chauvel », dans Adolphe Robert et Gaston Cougny, Dictionnaire des parlementaires français, Edgar Bourloton, 1889-1891 [détail de l’édition]